# Chlamydonia tjibaoui
Chlamydonia tjibaoui är en skalbaggsart som beskrevs av Michael S. Caterino 2006. Chlamydonia tjibaoui ingår i släktet Chlamydonia och familjen stumpbaggar. Inga underarter finns listade i Catalogue of Life.